# Trampot
Trampot est une commune française localisée à l’extrémité occidentale du département des Vosges. Située dans la région historique et culturelle de Lorraine, cette commune fait partie depuis 2016 de la région administrative Grand Est.
Ses habitants sont appelés les Trampotins et les Trampotines.
À partir de 2005, l’allée de frênes de Trampot, à l’origine de la rédaction de l’article L350-3 du Code de l’environnement, première loi française protégeant les arbres en bord de route, fit connaître la commune à l’échelle européenne.

## Géographie

### Localisation
Trampot est limitrophe du département de la Haute-Marne et de la Champagne-Ardenne. Il se situe à 23 km de Neufchâteau, 28 km de Joinville et 42 km de Chaumont.
Le village est le plus occidental du département des Vosges ainsi que le seul de ce département à faire partie du bassin versant de la Seine.

### Relief et géologie
La commune se compose de 25,30 hectares de territoires artificialisés (1,92 %), 891,78 hectares de territoires agricoles (67,61 %) et 402,02 hectares de forêts et milieux semi-naturels (30,48 %).
Espaces naturels :
- Une zone naturelle d'intérêt écologique, faunistique et floristique (Znieff) :

Forêts domaniales de Vaucouleurs, de Montigny, du Vau, des Bâtis et de Maupas.
Le territoire communal comporte une forêt dans laquelle se trouvent des dolines résultant de la dissolution du calcaire par l'eau acide. Il s'agit d'un phénomène karstique rare connu au niveau national.

### Hydrographie et les eaux souterraines
Hydrogéologie et climatologie : Système d’information pour la gestion des eaux souterraines du bassin Rhin-Meuse :
Territoire communal : Occupation du sol (Corinne Land Cover); Cours d'eau (BD Carthage),
Géologie : Carte géologique; Coupes géologiques et techniques,
 Hydrogéologie : Masses d'eau souterraine; BD Lisa; Cartes piézométriques.
La commune est située dans  la région hydrographique « La Seine de sa source au confluent de l'Oise (exclu) » au sein du bassin Seine-Normandie. Elle est drainée par le fossé 01 des Combottes,.

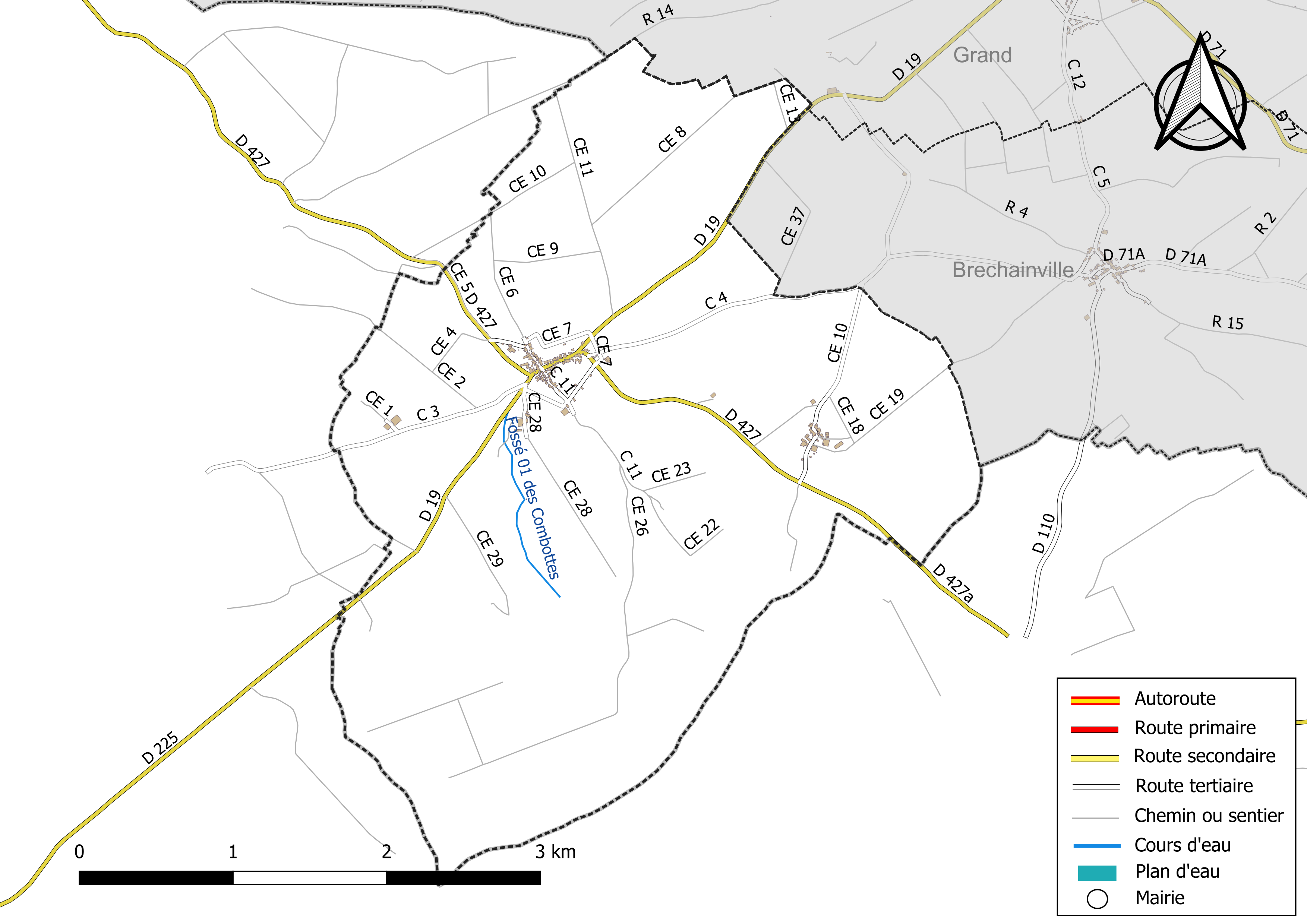
Réseaux hydrographique et routier de Trampot.

La qualité des cours d’eau peut être consultée sur un site dédié géré par les agences de l’eau et l’Agence française pour la biodiversité.

### Climat
Pour des articles plus généraux, voir Climat du Grand Est et Climat des Vosges.
En 2010, le climat de la commune est de type climat de montagne, selon une étude du Centre national de la recherche scientifique s'appuyant sur une série de données couvrant la période 1971-2000. En 2020, Météo-France publie une typologie des climats de la France métropolitaine dans laquelle la commune est exposée à un climat océanique altéré et est dans la région climatique Lorraine, plateau de Langres, Morvan, caractérisée par un hiver rude (1,5 °C), des vents modérés et des brouillards fréquents en automne et hiver.
Pour la période 1971-2000, la température annuelle moyenne est de 9,3 °C, avec une amplitude thermique annuelle de 16,6 °C. Le cumul annuel moyen de précipitations est de 1 061 mm, avec 13,9 jours de précipitations en janvier et 9,6 jours en juillet. Pour la période 1991-2020, la température moyenne annuelle observée sur la station météorologique de Météo-France la plus proche, « Busson_sapc », sur la commune de Busson à 7 km à vol d'oiseau, est de 10,1 °C et le cumul annuel moyen de précipitations est de 1 085,5 mm. 
La température maximale relevée sur cette station est de 39,1 °C, atteinte le 25 juillet 2019 ; la température minimale est de −17,7 °C, atteinte le 5 janvier 1995,,.
Les paramètres climatiques de la commune ont été estimés pour le milieu du siècle (2041-2070) selon différents scénarios d'émission de gaz à effet de serre à partir des nouvelles projections climatiques de référence DRIAS-2020. Ils sont consultables sur un site dédié publié par Météo-France en novembre 2022.

## Urbanisme

### Typologie
Au 1er janvier 2024, Trampot est catégorisée commune rurale à habitat très dispersé, selon la nouvelle grille communale de densité à sept niveaux définie par l'Insee en 2022.
Elle est située hors unité urbaine. Par ailleurs la commune fait partie de l'aire d'attraction de Neufchâteau, dont elle est une commune de la couronne,. Cette aire, qui regroupe 72 communes, est catégorisée dans les aires de moins de 50 000 habitants,.

### Occupation des sols
L'occupation des sols de la commune, telle qu'elle ressort de la base de données européenne d’occupation biophysique des sols Corine Land Cover (CLC), est marquée par l'importance des territoires agricoles (67,6 % en 2018), une proportion identique à celle de 1990 (67,6 %). La répartition détaillée en 2018 est la suivante : 
terres arables (52,6 %), forêts (30,5 %), prairies (15 %), zones urbanisées (1,9 %). L'évolution de l’occupation des sols de la commune et de ses infrastructures peut être observée sur les différentes représentations cartographiques du territoire : la carte de Cassini (XVIIIe siècle), la carte d'état-major (1820-1866) et les cartes ou photos aériennes de l'IGN pour la période actuelle (1950 à aujourd'hui).

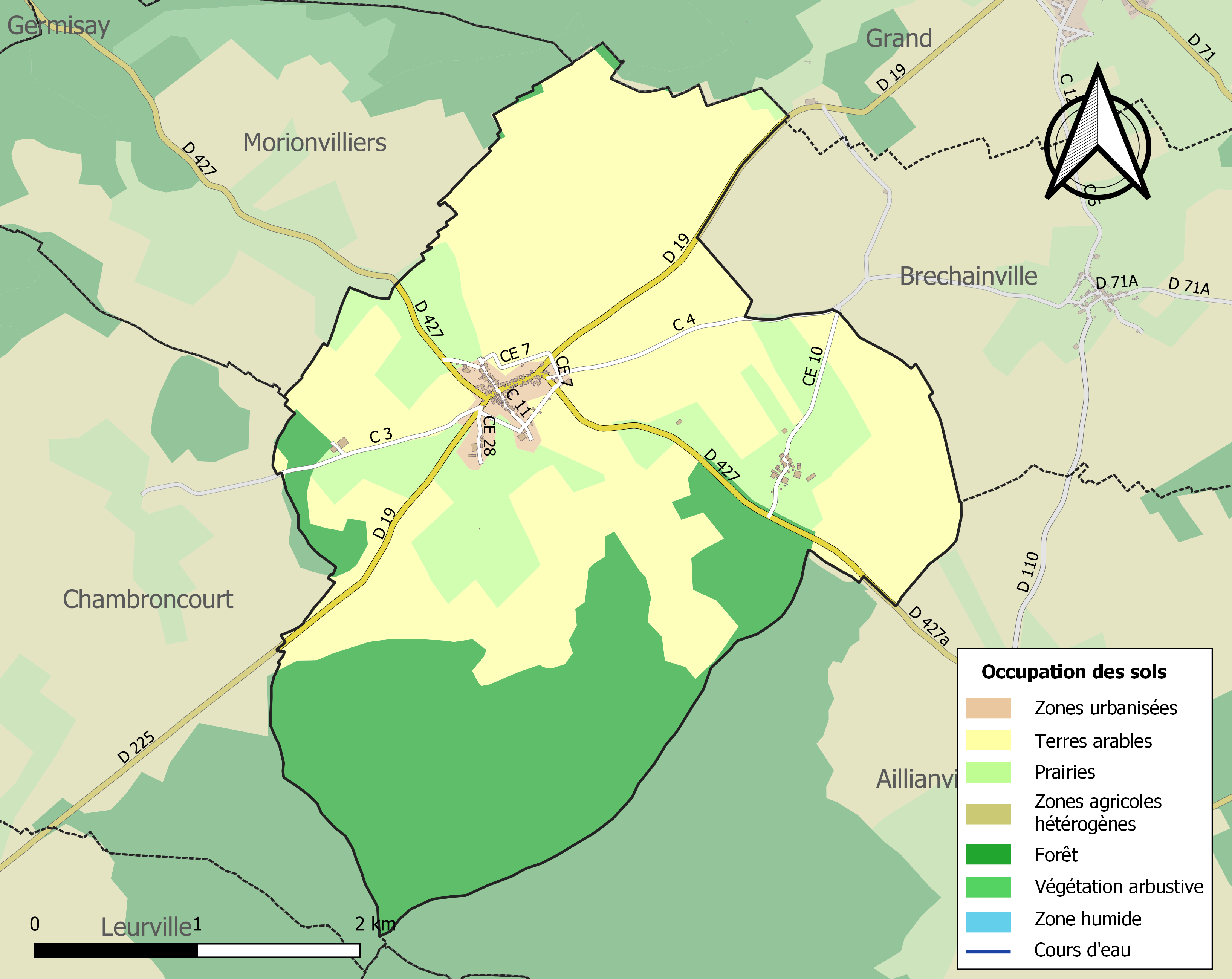
Carte des infrastructures et de l'occupation des sols de la commune en 2018 (CLC).

### Voies de communication et transports

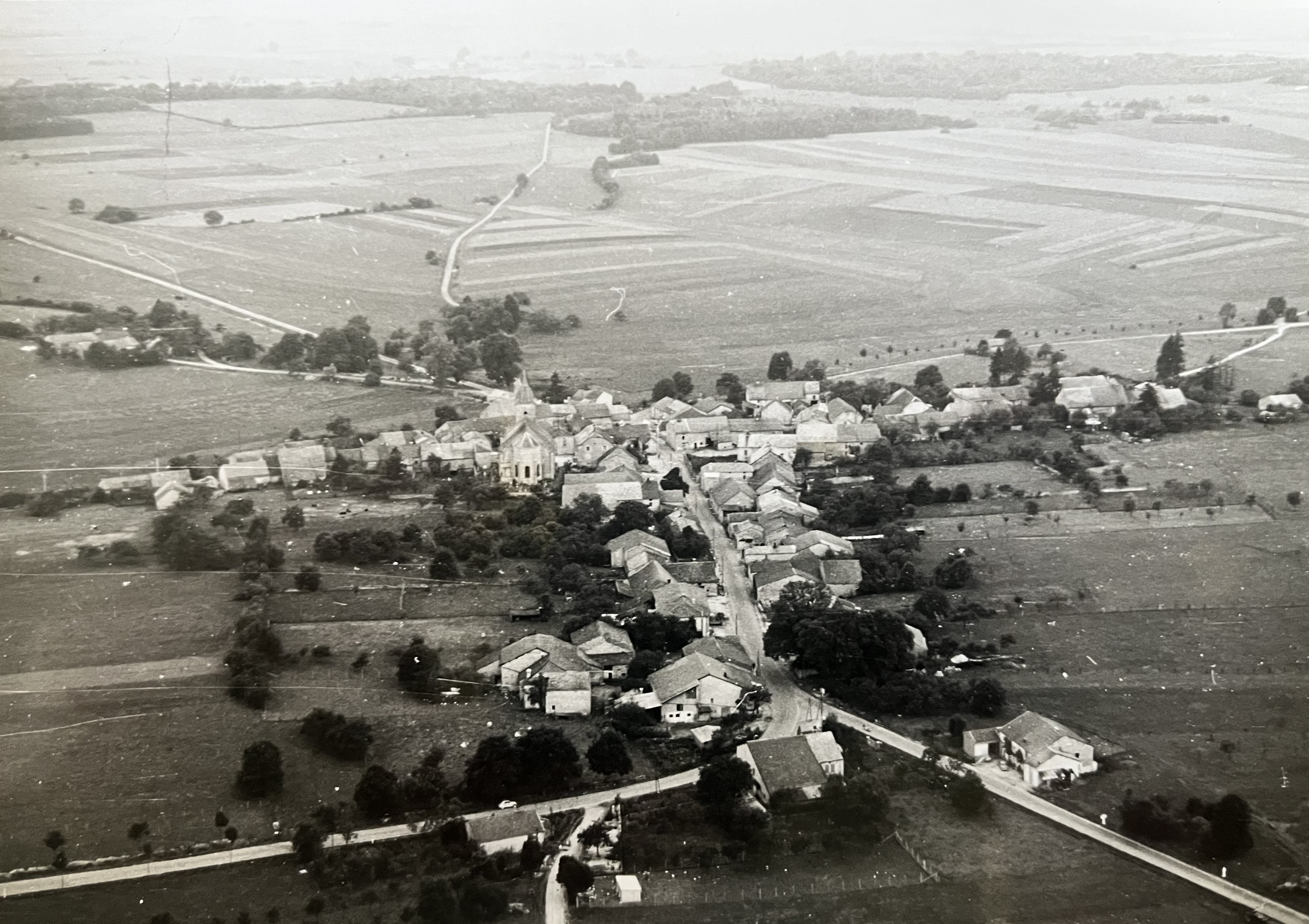
Trampot en 1965

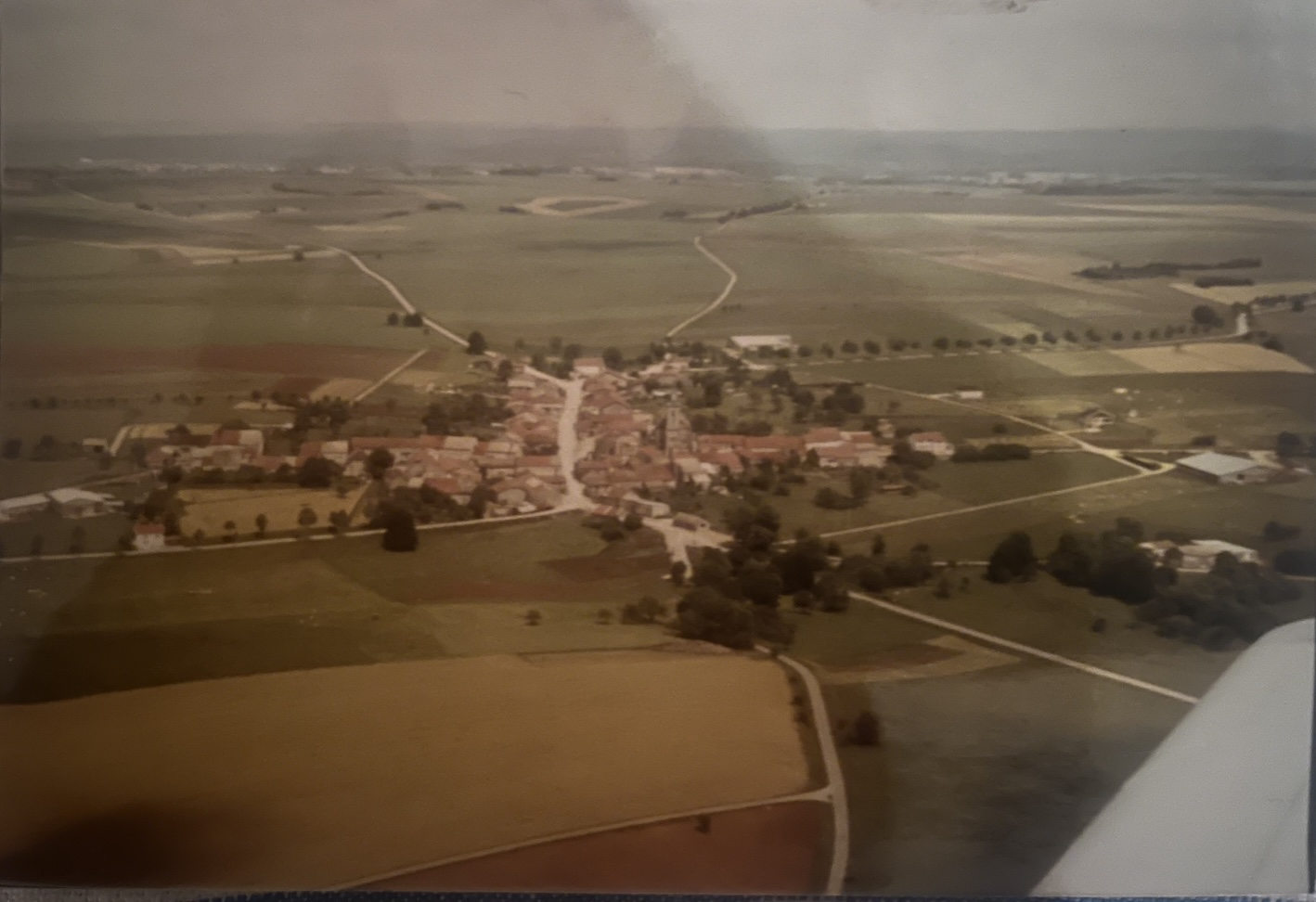
Trampot en 1979

#### Voies routières
L’ancienne route nationale 427 relie Trampot à Aillianville (4 km) en direction de Liffol-le-Grand (13 km) et à Germay (9 km) vers Thonnance-lès-Joinville (27 km). La route passe à proximité du hameau de la ferme d'Audeuil en direction de Aillanville et est bordée, sur la totalité de son parcours hors agglomération à Trampot, par une allée d'arbres d'une longueur de 3,3 km. Le territoire de Trampot est la seule section de cette ancienne route nationale longue de 40 km à être bordée d'arbres en 2025. Menacés d'abattage en 2005, ces arbres en bord de route ont conduit à la fondation d'une association de défense des allées d'arbres qui est à l'origine de l'article L350-5 du code de l'environnement de 2016, qui constitue l'unique protection juridique de ce patrimoine en France. Depuis 2020, une à plusieurs manifestations culturelles liées aux arbres de la D427, telles que des prises d'empreinte de ces frênes ou une exposition de photographies, ont lieu à Trampot chaque année.
Le village est également traversé par la route départementale 19 qui le relie à Grand (4 km) et à Leurville (6 km). Cette route prolongée par la route départementale haut-marnaise 225 qui suit un tracé rectiligne vers Leurville date de l'époque gallo-romaine et permettait de relier la cité voisine d'Andésina à l'Ad Fines.
Les habitations prennent la forme d'un village-rue lorrain typique que compose la Grande Rue. Il s'agit d'une section commune entre l'ancienne Route Nationale 427 et la route départementale 19 qui se séparent à chaque extrémité du village. Deux rues se détachent perpendiculairement de cet axe principal au niveau de la mairie : la rue de Morionvilliers au nord et la rue Morée au sud.
Trampot est également relié aux villages voisins de Chambroncourt et Bréchainville par des routes communales, et ce dernier village est relié à la Ferme d'Audeuil de la même manière. Une route goudronnée relie également les habitations à la forêt communale.

#### Transports aériens
- L'Aéroport d'Épinal-Mirecourt « Vosges Aéroport ».

À partir de l'été 2021, l’aéroport d’Épinal-Mirecourt est devenu le "pélicandrome" de la Zone Est et servira ainsi de base de ravitaillement et d’intervention pour les avions bombardiers d’eau connus sous le nom de Dash 8.
- Aérodrome de Langres - Rolampont.

## Toponymie
Le nom de la localité est attesté sous les formes Temprou (1158) ; Temprouh (1158) ; Tempro (1172) ; Trempos (1180) ; Trempol (1182) ; Tamprou (1225) ; Tramprou en Ornois (vers 1252) ; Tramport (1262) ; Symonis de Tampro (vers 1278) ; Campronz pour Tamprouz (1299) ; Tramprou (1330) ; Trampoul (1364) ; Trampou (1398) ; De Crampodio, Trampodio (1402) ; Trampol (1490) ; Trampod (1530) ; Trampot (1565) ; Trampeous (1656) ; Trampoldium (1768).

Aucun document explique l’origine de ce nom.

### Audeuil
Le lieu dit de la « Ferme d'Audeuil » est rattaché à la commune de Trampot depuis le XIIe siècle.

Ce nom vient du latin, aqua ductum, qui signifie l'endroit où on peut trouver de l'eau. Cette origine semble provenir du fait que ce hameau se situait entre la forêt de Trampot qui comporte un plateau karstique et la cité gallo-romaine voisine d'Andésina.

Dans sa monographie[réf. nécessaire] « Trampot. État d’une communauté à la veille de la Révolution de 1789 », Joseph Chicanaux, instituteur et maire de Trampot de 1900 à 1905, indique que cette ferme était appelée Andois en 1243, Audeu lors de l'apparition des actes d'état civil en 1669 et Odeu en 1731. Des documents plus anciens relèvent les toponymes Auedoiz en 1158, lorsque la ferme a été cédée à l'abbaye de Mureau et Awedois en 1241[source insuffisante].

## Histoire

### Avant la Révolution française
Sous l'Ancien régime, le hameau de Trampot dépendait de la généralité de Châlons et de l'élection de Chaumont. Concernant son église, dédiée aux saints Pierre et Paul, elle dépendait du diocèse de Toul.
Avant la Révolution française, le village dépendait des seigneurs de Grand et de l'église de l'Abbaye de Mureau.
Depuis le XIIe siècle, le lieu dit Ferme d'Audeuil est rattaché à la commune.
Les actes d'état-civil commencèrent en 1669. L'école du village est apparue dix ans plus tard.
En 1786, la commune vend un quart de ses réserves de bois pour financer la reconstruction de son église, faisant suite à l’effondrement d'une partie de l’édifice existant en 1733.

### Révolution FrançaiseetXIXesiècle
L'église Saint-Pierre et Saint-Paul a été construite entre 1789 et 1791, sous la direction de François-Nicolas Lancret.
Le lavoir est ensuite construit en 1825, cinq ans avant la mairie et l'école du village.
La Route Nationale 427 reliant Joinville à Neufchâteau est construite en 1839 et constitue la Grande Rue du village.
Entre le 8 août 1854 et le 26 août 1854, une épidémie de choléra a tué 30 Trampotins.

### XXesiècle
Pendant la Première Guerre mondiale, un aérodrome de l'armée américaine se trouvait au lieu-dit de la Ferme d'Audeuil.
Le monument rendant hommage aux Trampotins morts pour la France pendant ce conflit est inauguré en novembre 1924.
Le 17 juin 1940, lors de l'invasion allemande de la France, sept militaires français sont tués sur le territoire de la commune. Une plaque installée en 1996 devant le monument aux morts leur rend hommage.
Le village est le premier des Vosges à être libéré de l'occupation allemande le 1er septembre 1944.
La Route Nationale 427 a été déclassée en 1972 et l'école du village est fermée depuis 1986, faute d'effectif suffisant.

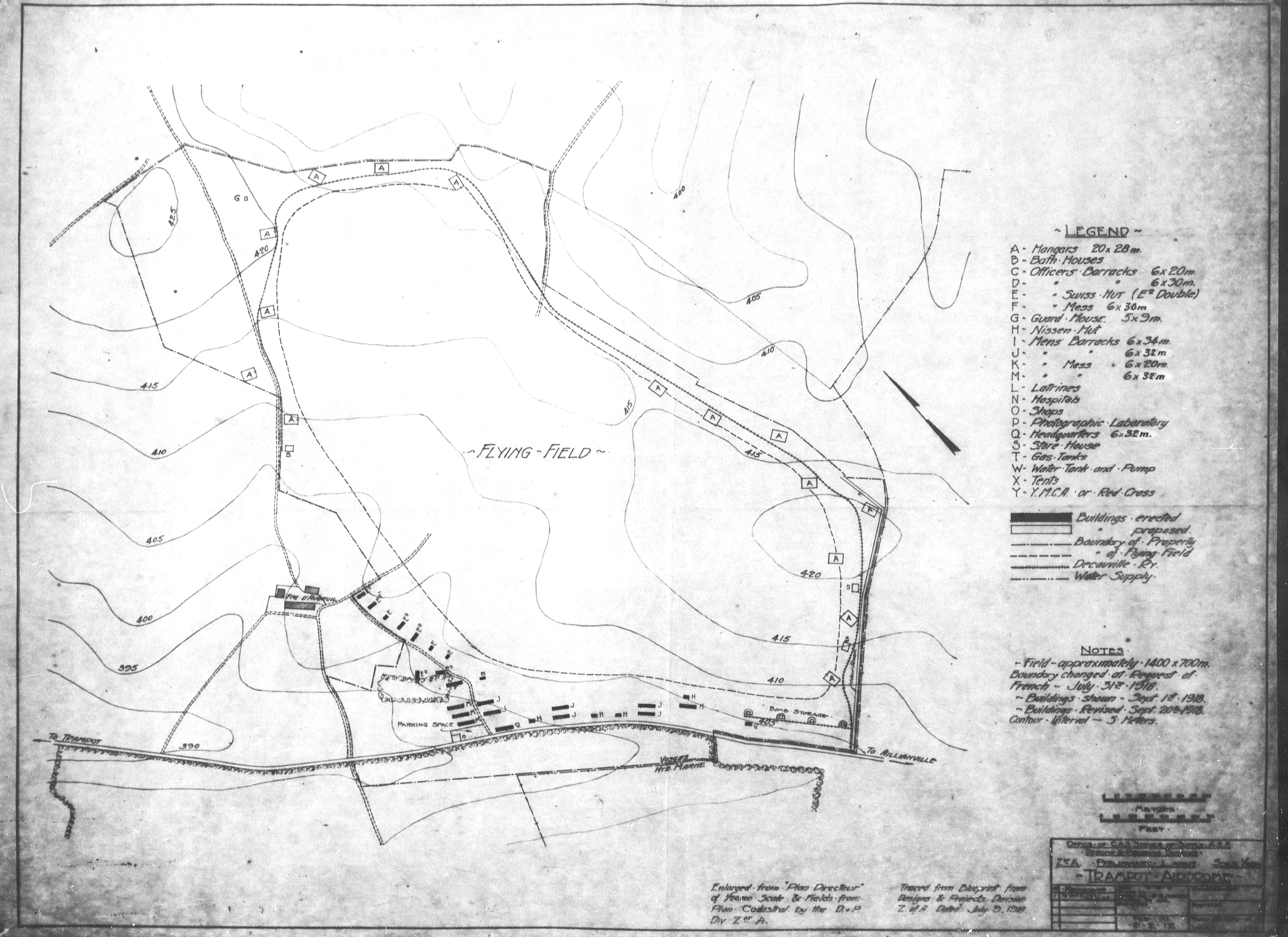
Plan de l'aérodrome de Trampot en 1918.
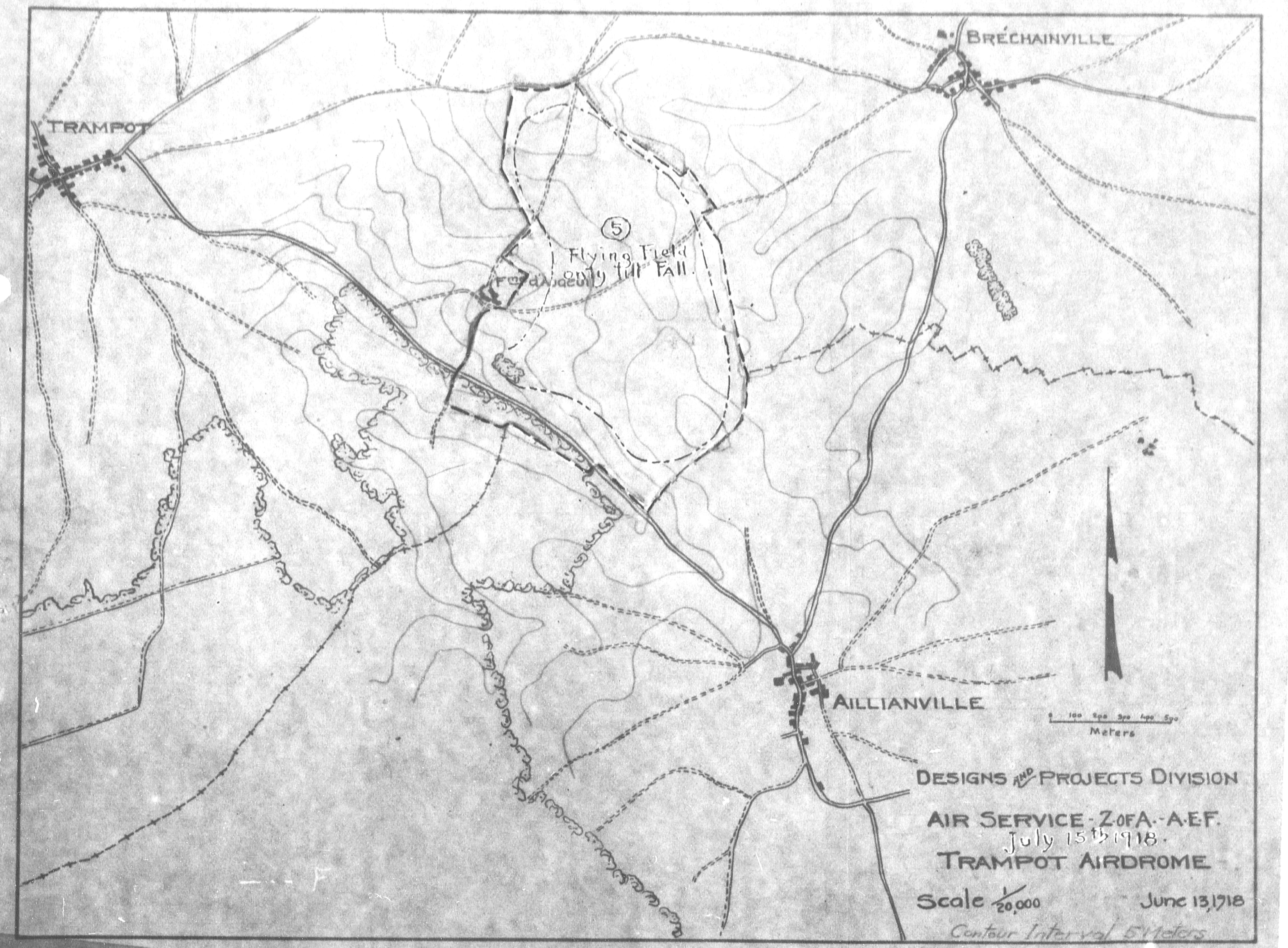
Localisation de l'aérodrome en 1918.

### XXIesiècle
En août 2004, une collision entre une voiture et un arbre en bord de route sur le territoire de Trampot tue trois personnes et conduit la Direction départementale de l'Équipement à décider de l'abattage de l'allée d'arbres de Trampot. Ce projet est bloqué par une conseillère municipale qui fonde une association de défense des arbres en bord de route, qui sera à l'origine en 2016 de l'article L350-5 du Code de l'environnement, première protection juridique des arbres d'alignement en France. Les frênes de l'allée sont atteints par Chalara fraxinea, un champignon qui a conduit à 24 abattages, réalisés en 2019, sur un total de 271 arbres.
L’église Saint-Pierre et Saint-Paul est classée monument historique en septembre 2010, date qui coïncide avec des travaux de réaménagement de la place communale.
En avril 2012, Trampot a attiré l'attention des médias en raison de la présence d'un loup aux alentours du village.
La Grande Rue a été réaménagée en 2019, après le renouvellement de son éclairage public en 2013.
En 2021, la municipalité refuse un projet éolien et finance l'implantation d'une fontaine dans le village.
Trampot se dote d’un défibrillateur et la fibre optique est déployée à Trampot en 2021 et 2022.
Depuis 2014, le maire de Trampot est Didier Maginel, ayant pour adjoints Roger Schoindre et Claude Paquin.

## Politique et administration

### Budget et fiscalité 2023

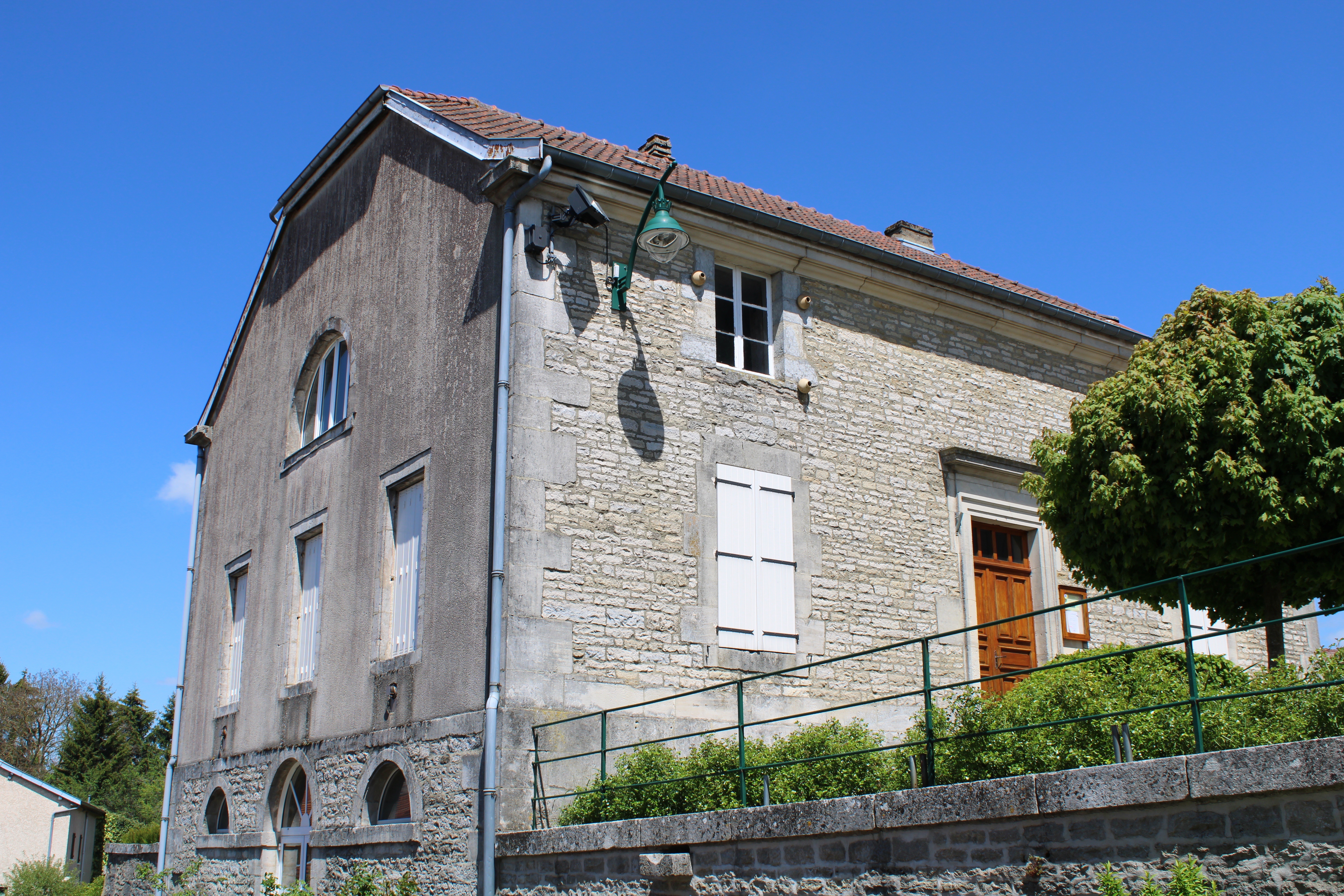
La mairie.

En 2023, le budget de la commune était constitué ainsi :
- total des produits de fonctionnement : 112 000 €, soit 980 € par habitant ;
- total des charges de fonctionnement : 98 000 €, soit 980 € par habitant ;
- total des ressources d'investissement : 22 000 €, soit 222 € par habitant ;
- total des emplois d'investissement : 60 000 €, soit 604 € par habitant ;
- endettement : 58 000 €, soit 581 € par habitant.

Avec les taux de fiscalité suivants :
- taxe d'habitation : 13,68 % ;
- taxe foncière sur les propriétés bâties : 35,05 % ;
- taxe foncière sur les propriétés non bâties : 15,83 % ;
- taxe additionnelle à la taxe foncière sur les propriétés non bâties : 0,00 % ;
- cotisation foncière des entreprises : 0,00 %.

Chiffres clés Revenus et pauvreté des ménages en 2021 : médiane en 2021 du revenu disponible, par unité de consommation.

### Liste des maires
| Période                          | Période                          | Identité          | Étiquette                         | Qualité       |
| -------------------------------- | -------------------------------- | ----------------- | --------------------------------- | ------------- |
| avril 1900[réf. souhaitée]       | 31 décembre 1905[réf. souhaitée] | Joseph Chicanaux  |                                   | Instituteur   |
| 31 décembre 1905[réf. souhaitée] | 6 avril 1908[réf. souhaitée]     | Thimothé Bertinet |                                   | Cultivateur   |
| 6 avril 1908[réf. souhaitée]     | 19 mai 1912[réf. souhaitée]      | Prosper Mathieu   |                                   | Boulanger     |
| 19 mai 1912[réf. souhaitée]      | octobre 1917[réf. souhaitée]     | Adolphe Vaillant  |                                   | Carrier       |
| octobre 1917[réf. souhaitée]     | 10 décembre 1922[réf. souhaitée] | Emile Mongin      |                                   | Cultivateur   |
| 10 décembre 1922[réf. souhaitée] | 7 août 1924[réf. souhaitée]      | Camille Mongin    |                                   | Cultivateur   |
| 7 août 1924[réf. souhaitée]      | 2 septembre 1924[réf. souhaitée] | Albert Mongin     |                                   | Cultivateur   |
| 2 septembre 1924[réf. souhaitée] | 16 mai 1929[réf. souhaitée]      | Henri Bourgeois   |                                   | Menuisier     |
| 16 mai 1929[réf. souhaitée]      | 19 mai 1953[réf. souhaitée]      | Henri Vouton      |                                   | Cultivateur   |
| 19 mai 1953[réf. souhaitée]      | 7 février 1958[réf. souhaitée]   | André Mangin      |                                   | Cultivateur   |
| 7 février 1958[réf. souhaitée]   | 18 mars 1974[réf. souhaitée]     | Paul Baï          |                                   | Maçon         |
| 18 mars 1974[réf. souhaitée]     | 23 juin 1995[réf. souhaitée]     | Robert Mathieu    | RPR                               | Maçon         |
| 23 juin 1995[réf. souhaitée]     | 14 mars 2008                     | Bernard Mongin    | Parraine Christine Boutin en 2002 | Cultivateur   |
| 14 mars 2008                     | 30 mars 2014                     | André Schoindre   | Sans étiquette                    | Instituteur   |
| 30 mars 2014                     | En cours                         | Didier Maginel    | Sans étiquette                    | Fonctionnaire |

### Associations
Depuis le 28 juillet 2021, deux associations loi de 1901 ont un siège situé à Trampot :
- l’association Club de l’Avenir, fondée en 1987, qui organise des activités culturelles dans le village[36] ;
- l’association Trampot Durable, créée en 2021 dans le but d’empêcher l’implantation d’éoliennes en forêt communale[37],[38].

## Population et société

### Démographie
Un document communiqué par la municipalité aux trampotins en janvier 2021 fait état de 99 habitants dans la commune en 2020.

L'évolution du nombre d'habitants est connue à travers les recensements de la population effectués dans la commune depuis 1793. Pour les communes de moins de 10 000 habitants, une enquête de recensement portant sur toute la population est réalisée tous les cinq ans, les populations de référence des années intermédiaires étant quant à elles estimées par interpolation ou extrapolation. Pour la commune, le premier recensement exhaustif entrant dans le cadre du nouveau dispositif a été réalisé en 2005.

En 2022, la commune comptait 101 habitants, en évolution de +9,78 % par rapport à 2016 (Vosges : −2,96 %, France hors Mayotte : +2,11 %).
| 1793 | 1800 | 1806 | 1821 | 1831 | 1836 | 1841 | 1846 | 1856 |
| ---- | ---- | ---- | ---- | ---- | ---- | ---- | ---- | ---- |
| 286  | 311  | 344  | 325  | 334  | 350  | 350  | 353  | 345  |

| 1861 | 1866 | 1876 | 1881 | 1886 | 1891 | 1896 | 1901 | 1906 |
| ---- | ---- | ---- | ---- | ---- | ---- | ---- | ---- | ---- |
| 372  | 375  | 333  | 344  | 321  | 320  | 288  | 275  | 256  |

| 1911 | 1921 | 1926 | 1931 | 1936 | 1946 | 1954 | 1962 | 1968 |
| ---- | ---- | ---- | ---- | ---- | ---- | ---- | ---- | ---- |
| 230  | 210  | 206  | 220  | 192  | 190  | 211  | 210  | 204  |

| 1975 | 1982 | 1990 | 1999 | 2005 | 2006 | 2010 | 2015 | 2020 |
| ---- | ---- | ---- | ---- | ---- | ---- | ---- | ---- | ---- |
| 167  | 159  | 150  | 126  | 120  | 120  | 104  | 92   | 99   |

| 2022 | - | - | - | - | - | - | - | - |
| ---- | - | - | - | - | - | - | - | - |
| 101  | - | - | - | - | - | - | - | - |

### Cultes
- Culte catholique, Paroisse Saint-Pierre et Saint-Paul au Seuil de la Lorraine[43], Diocèse de Saint-Dié.

## Économie

### Entreprises et commerces
En 2017, on compte dans la population de 15 à 64 ans, 66,7 % d'actifs occupant un emploi, 4,4 % de demandeurs d'emplois et 28,0 % d'inactifs (étudiants et retraités)
Sur la population active de Trampot, 64,5 % ont sont sous statut de Contrat à Durée Indéterminée, 9,7 % de Contrat à Durée Déterminée, 25,8 % sont des Indépendants et 9,7 % sont des employeurs.
41,9 % des actifs travaillent sur le territoire de la commune. Trampot compte 14 établissement actifs : 5 entreprises agricoles, 1 entreprise industrielle, 2 entreprises de construction, 3 services de commerces et de transports et 3 administrations publiques.

#### Agriculture
- Culture et élevage associés[45].
- Élevage de vaches laitières.
- Élevage d'ovins et de caprins.
- Exploitation forestière.

#### Tourisme
- Hébergements et restauration à Ecot-la-Combe, Doulaincourt, Gondrecourt-le-Château, Poissons, Neufchâteau[46].

#### Commerces
- Commerces et services de proximité[47].

## Culture locale et patrimoine

### Lieux et monuments

#### L'église Saint-Pierre et Saint-Paul

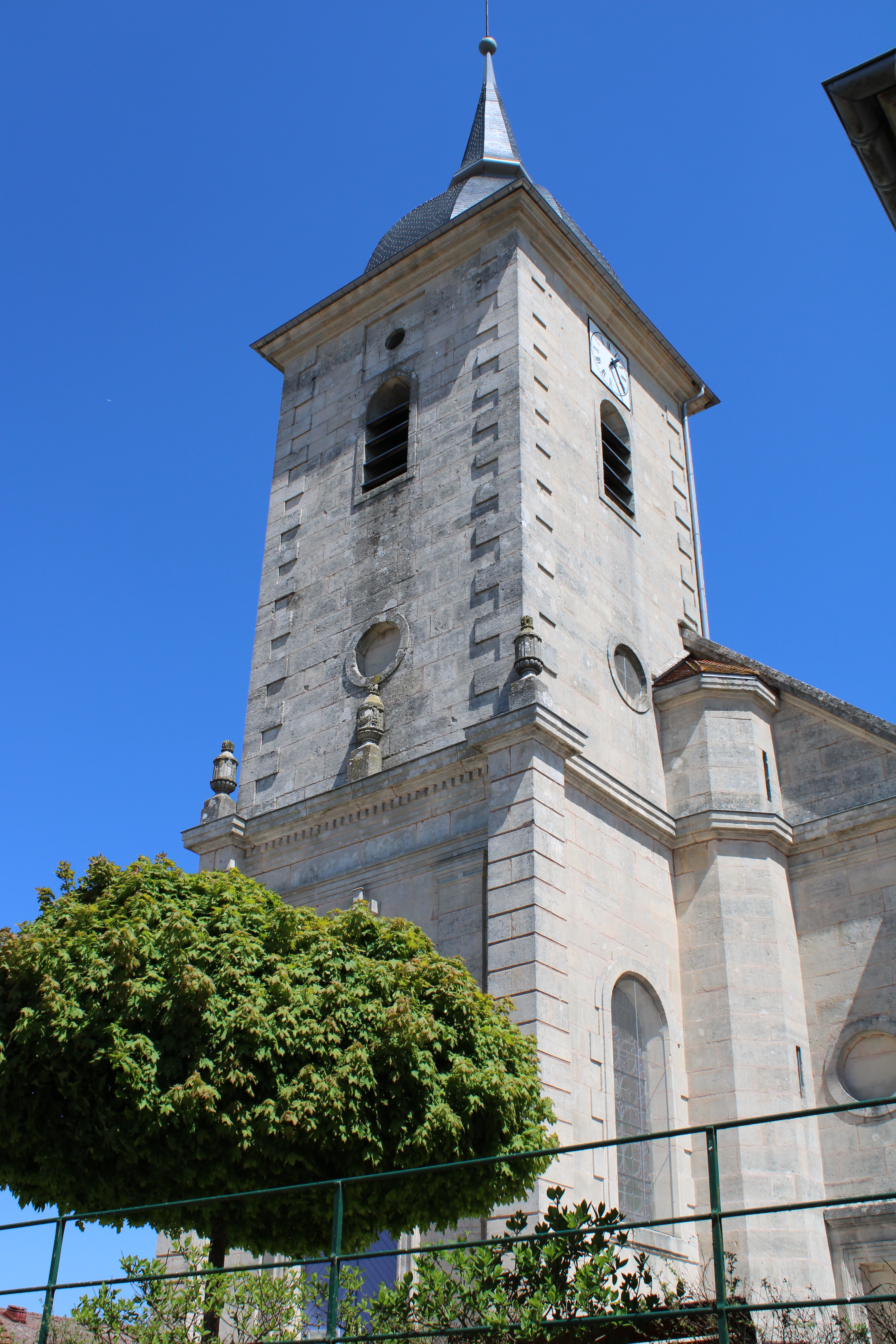
L'église

L'église de Trampot a été construite pendant la Révolution Française, entre 1789 et 1791. Elle se situe au cœur du village, entourée par le cimetière communal et à proximité immédiate de la mairie et de la salle des fêtes. L'architecte chargé de sa construction était François-Nicolas Lancret, membre de l'Académie Royale d'Architecture.
L'église est composée d'une nef et de deux bas côtés, son abside forme un pentagone et elle est couverte de voûtes d'arêtes et d'ogives. L'intérieur du bâtiment, d'une hauteur allant jusqu'à 11,4 m comprend une corniche qui ceinture entièrement la nef, y compris le chœur polygonal. À l'extérieur, la pente présente une pente de 45 degrés par souci d'équilibre. L’élévation appartient à l'ordre toscan, et est ornée de motifs végétalisants. Le fronton de l'église porte la devise « Tabernaculum Domus Dei », qui peut être traduite en français par « La demeure de Dieu [est] le tabernacle ».
Deux objets de l'église communale proviennent de l'Abbaye de Mureau : une vierge et un saint-évêque, tous deux en pierre polychromique qui sont inscrits sur l'Inventaire supplémentaire des monuments historiques. Par arrêté du 3 septembre 2010, l'intégralité du bâtiment a été classé monument historique.

#### Le site spéléologique

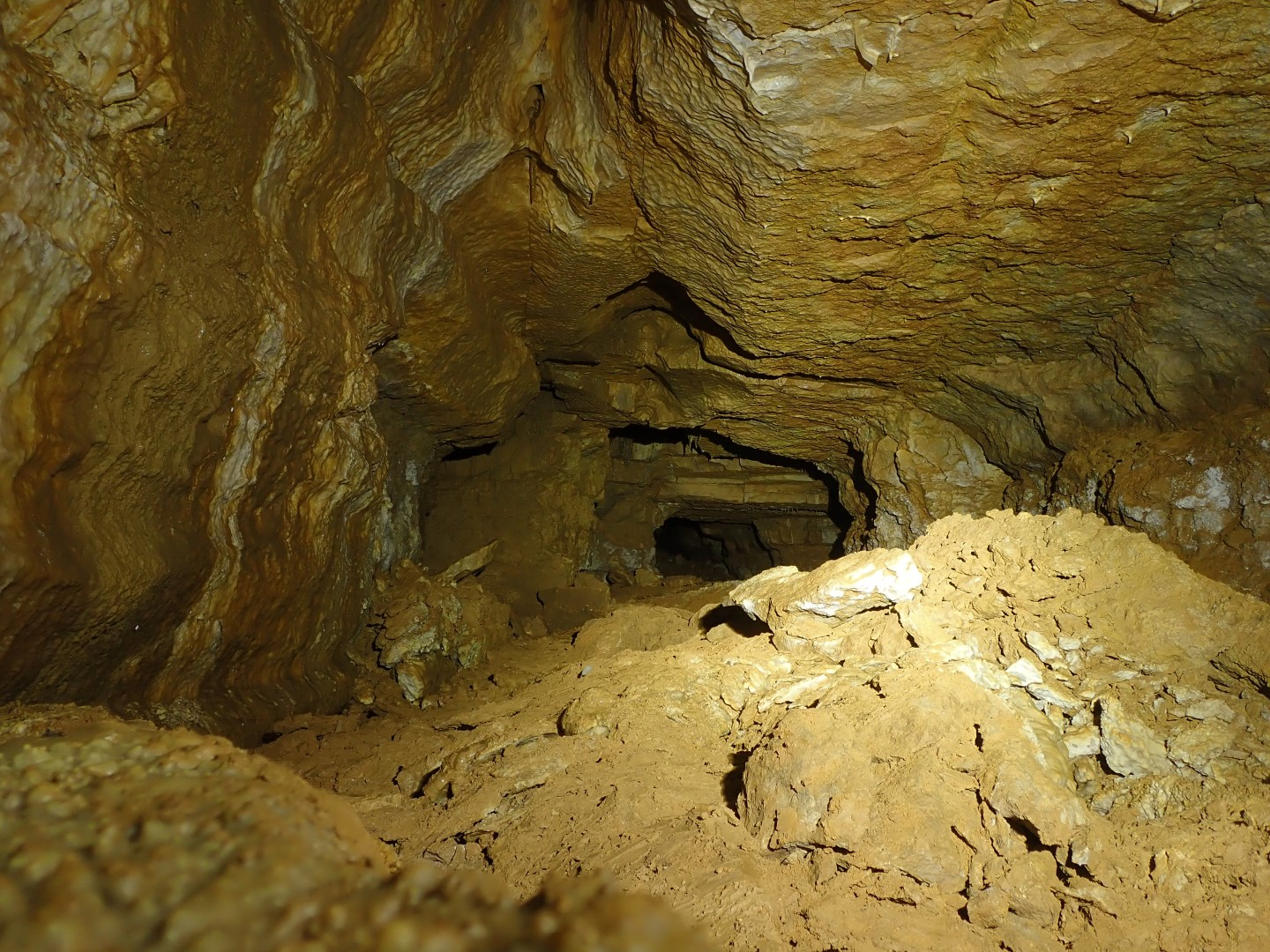
Le site spéléologique.
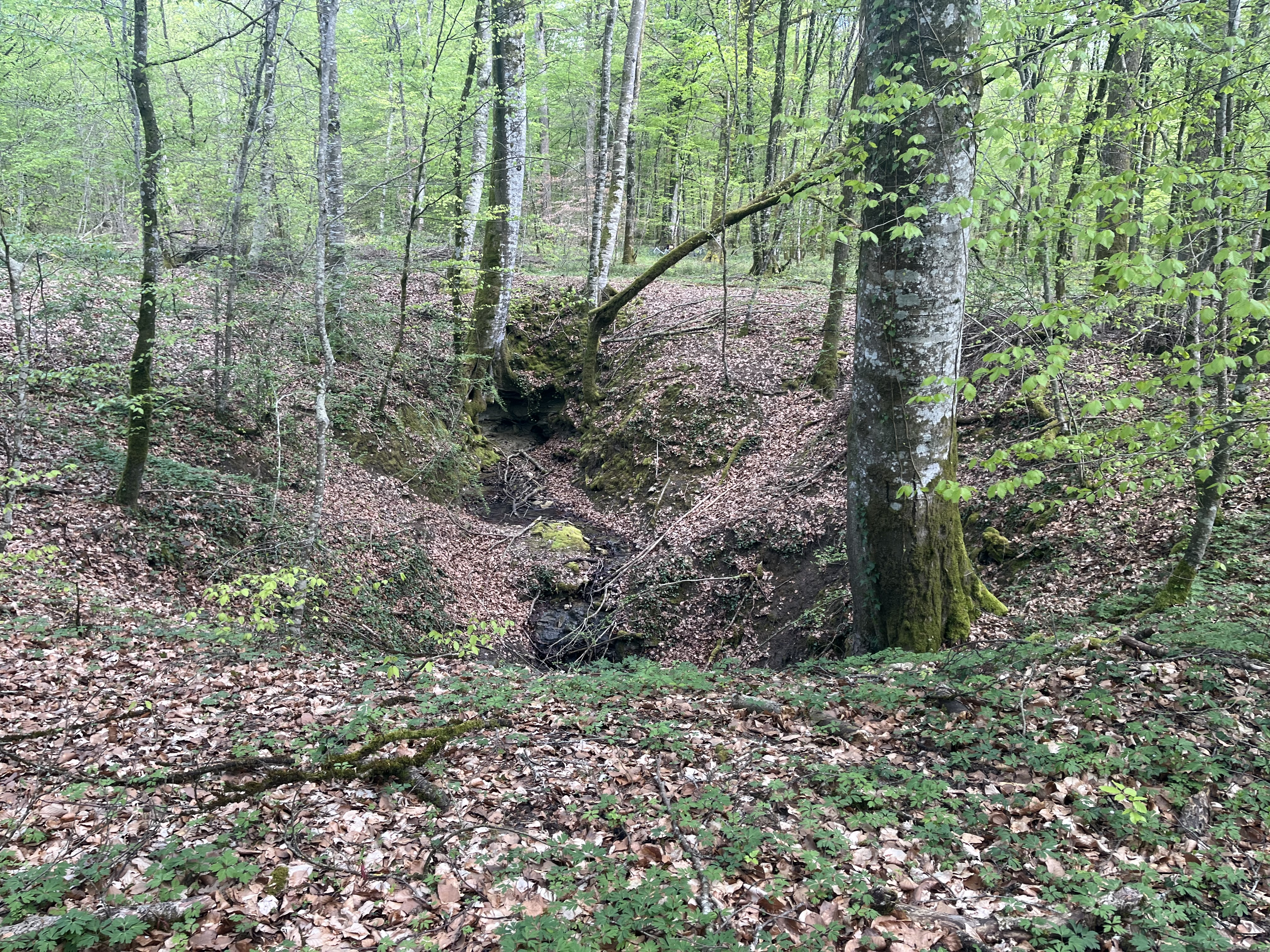
La grande fontaine de Trampot.

L’acidité de l’eau dissout le calcaire, donnant naissance à des phénomènes karstiques (dolines, avens, conduits souterrains, sources, résurgences, etc.), telles que les nombreuses dolines en cours de formation en forêt de Trampot. Ces formes singulières de « doline-perte » sont désignées localement sous le nom de « fontaines », phénomènes particuliers dont plusieurs exemples ont été inventoriés à ce jour dans la forêt de Trampot,,,.
La quatrième plus longue cavité naturelle du département des Vosges se trouve dans la forêt de Trampot : la gouffre Hadès, dont le développement est de 1 379 m.

#### Allée de frênes de la D427
La commune de Trampot est traversée par l'ancienne route nationale 427, parcourant 40 km entre Thonnance-les-Joinville et Liffol-le-Grand. Sur les 3,3 km situés sur le territoire Trampotin en dehors du village, la route est bordée par une allée d'arbres qui est désormais unique sur l'ancienne route nationale 427.
Quelques mois après un accident impliquant un de ces arbres ayant tué trois personnes, la direction départementale de l'équipement a lancé un projet d'abattage de ces arbres, qui a été bloqué par une conseillère municipale. Cet évènement a conduit à la création d'une association de défense des arbres en bord de route, qui est à l'origine de l'article L350-5 du Code de l'environnement, protégeant ces ouvrages en France depuis 2016.
Ces arbres sont aujourd'hui menacés par une infection au chalara fraxinea ayant conduit à quelques abattages à partir de 2019. En anticipation de leur éventuelle disparition, des érables ont été plantés en 2023 le long de la D427 sur la section entre le chemin de la Roncière et la limite communale Trampot-Morionvilliers.
Depuis 2020, des manifestations culturelles en lien avec ces arbres sont organisés chaque année à Trampot. On peut notamment citer la réalisation d'empreintes des arbres par une artiste plasticienne entre 2020 et 2024 afin d'en garder une trace en cas d'abattage, ainsi que la venue d'un photographe américain ayant réalisé une exposition d'arbres d'alignement de la région en 2025.

#### Le lavoir

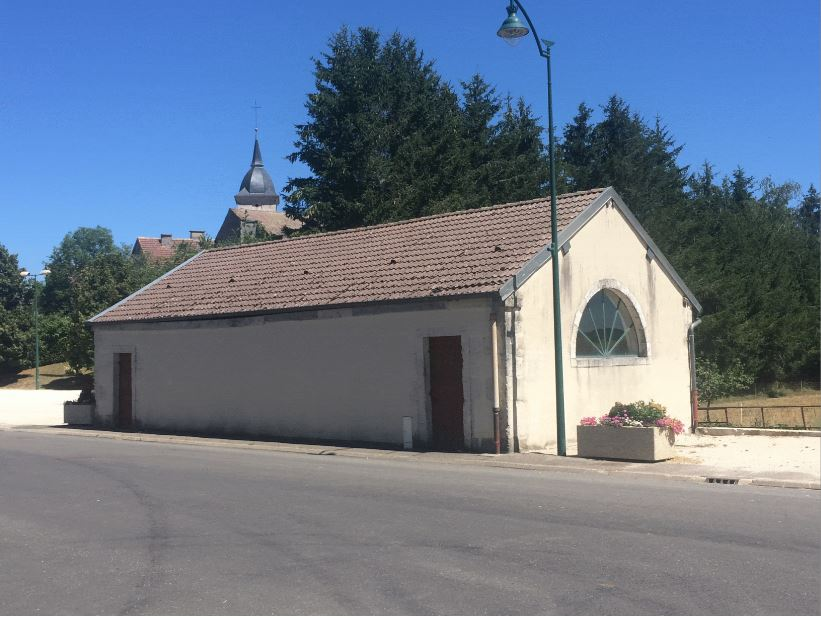
Le lavoir

Le lavoir de Trampot a été construit en 1825.
Il s'agit d'un lavoir clos qui se situe à l'extrémité ouest du village en direction de Leurville.
Le bâtiment est couvert d'un toit à long pats en tuile plate et le gros œuvre a été réalisé à partir de calcaire et de moellon.

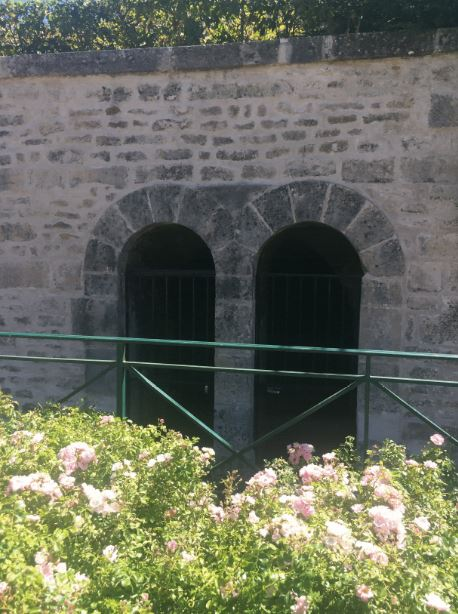
Le citerneau municipal

#### Le citerneau municipal
Le citerneau municipal est composé de trois bassins voutés de 360 m3. Ils se situent à proximité immédiate de la mairie et de l'église.
L'ouvrage a été réalisé en 1884. Son objectif était d'une part d'alimenter en eau le lavoir communal, et d'autre part de constituer une réserve incendie.

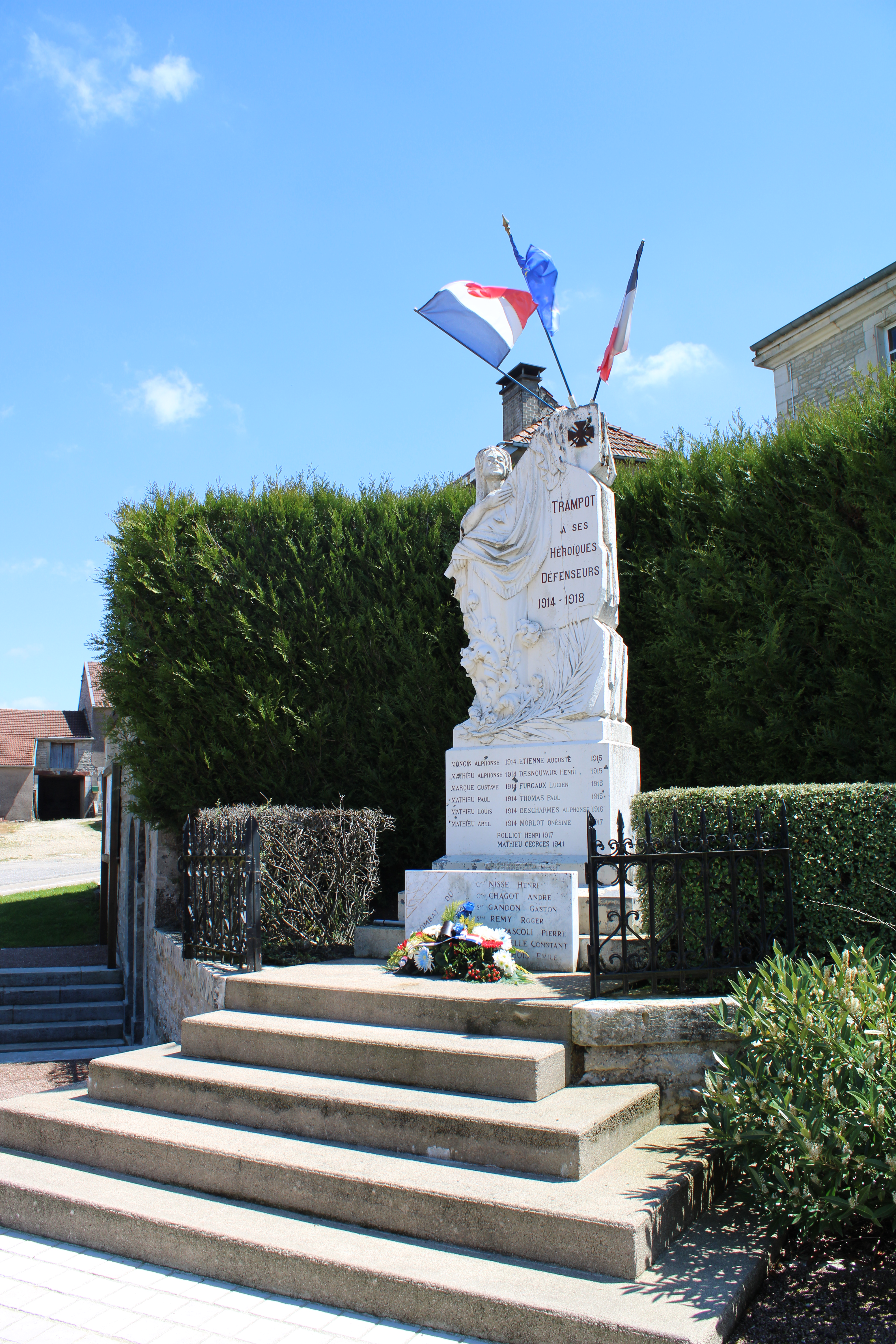
Monument aux morts.

#### Le monument aux morts
Le monument aux morts de Trampot comporte le nom des treize trampotins morts pour la France pendant la Première Guerre mondiale et du trampotin tué au cours de la Seconde Guerre mondiale.
Le monument a été inauguré en 1924 en présence du maire Henri Bourgeois, de deux députés des Vosges et du sous-préfet de Neufchâteau.
Une stèle inaugurée devant le monument en 1996 par le maire Bernard Mongin rend hommage aux sept militaires français tués sur le territoire de la commune lors de l’invasion allemande, le 17 juin 1940.

#### La mairie
La mairie de la commune a été construite en 1830 à proximité immédiate de l’Église Saint-Pierre et Saint-Paul.
L'école du village se trouvait dans ce bâtiment jusqu'à sa fermeture en 1986.
Au rez de jardin du bâtiment se trouve la salle des fêtes du village.

### Personnalités liées à la commune
- François-Nicolas Lancret, architecte de l'église de Trampot
- Lucien Cordier a réalisé plusieurs publications consacrées aux phénomènes karstiques de la forêt de Trampot.
- Médaillés de Sainte-Hélène[57].

#### Personnalités ayant eu des ancêtres Trampotins
- Orelsan
- Catherine Robbe-Grillet
- Astier Nicolas
- Nicolas Hulot

### Héraldique
| Blason | Blasonnement : Parti : au 1er d'or à la bande de gueules chargée de trois alérions d'argent, au 2e coupé au I d'azur à l'épée basse d'or brochant sur deux clefs de même passées en sautoir, au II de sinople au sapin d'argent. Commentaires : La bande aux alérions indique que Trampot est une commune de Lorraine. Les clefs et l'épée indiquent que saint Pierre et saint Paul sont les patrons de la paroisse. Le sapin évoque bien sûr le département des Vosges. |

### Vie communale
La fête communale a lieu chaque année le 3ème dimanche de juillet et un repas des ainés se déroule le dernier dimanche d'octobre.
3 à 4 messes se déroulent chaque année à l'église communale, le 3ème dimanche de juillet et le dernier dimanche d'octobre, et certaines années le dernier dimanche de décembre ainsi qu'une fois au cours du printemps.
Depuis 2020, des manifestations culturelles sont organisées chaque année pour promouvoir l'allée de frênes bordant la route nationale 427. On peut notamment citer la réalisation d'empreintes des arbres par une artiste plasticienne entre 2020 et 2024 ou une exposition d'un photographe américain consacrée aux arbres d'alignement de la région de Trampot en 2025.
Des activités d'initiation à des jeux de cartes et à la gymnastique sont proposés à la population tous les mois par une élue municipale à la salle communale.
Une page Facebook créée en 2017 par une particulière porte le nom de Trampot et donne des informations sur les villages autour de Trampot (périmètre des publications pouvant aller jusqu’à Mirecourt). La page est renommée Trampot Infos en août 2024.
Les comptes-rendus de conseils municipaux sont publiés sur internet par l’association Trampot Durable depuis 2022.

## Galerie

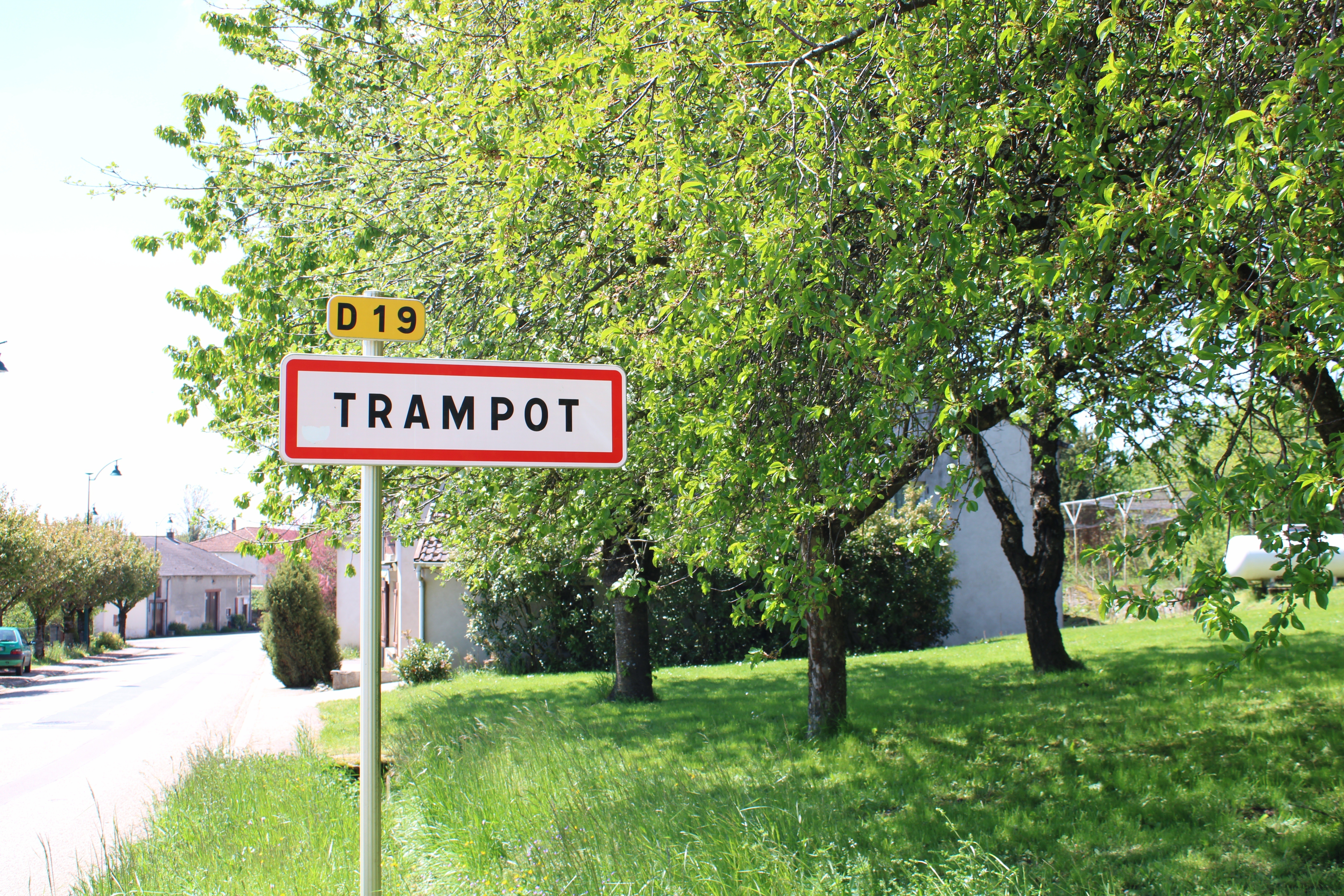
Entrée du village depuis Grand
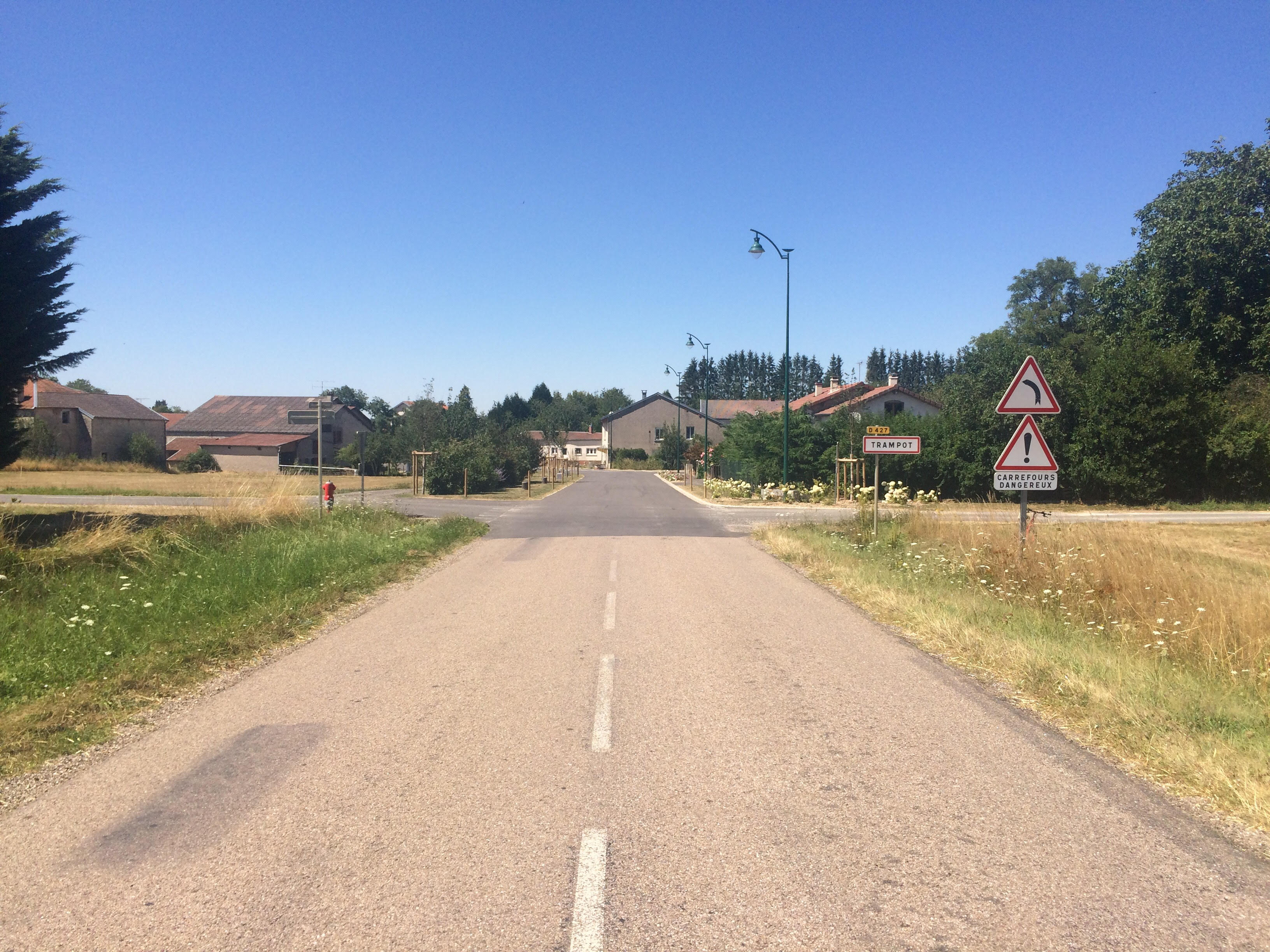
Entrée du village depuis Aillianville
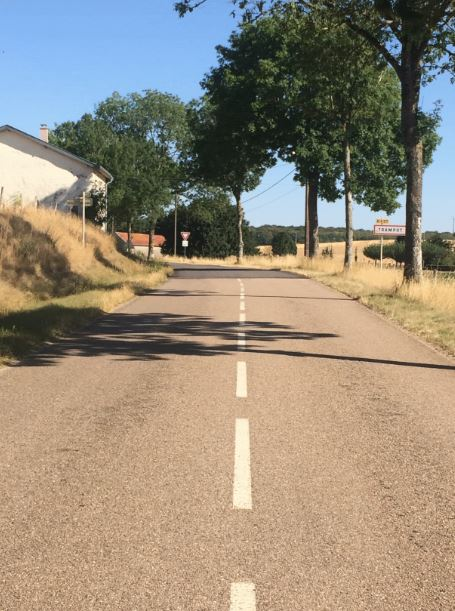
Entrée du village depuis Germay
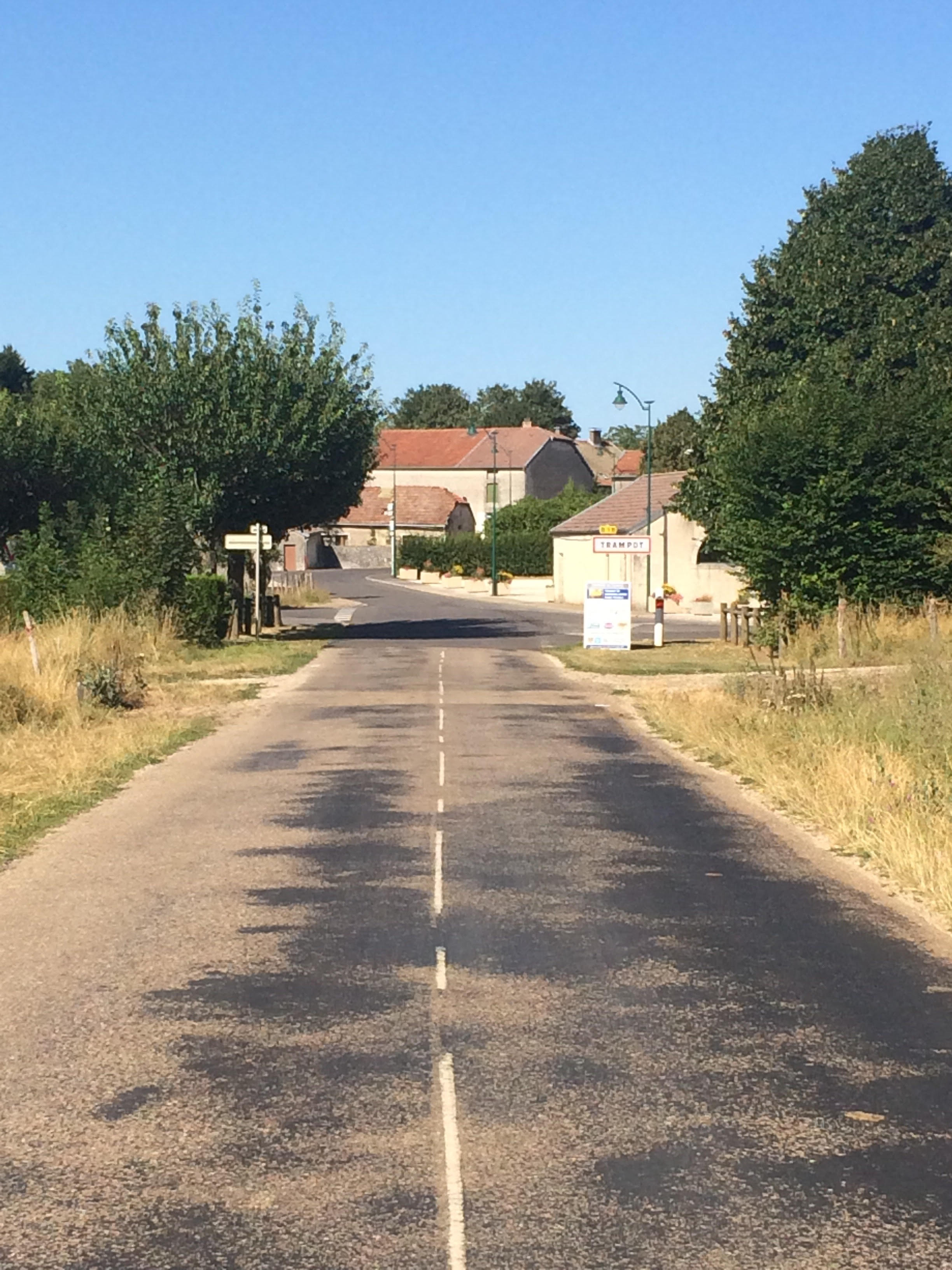
Entrée du village depuis Leurville
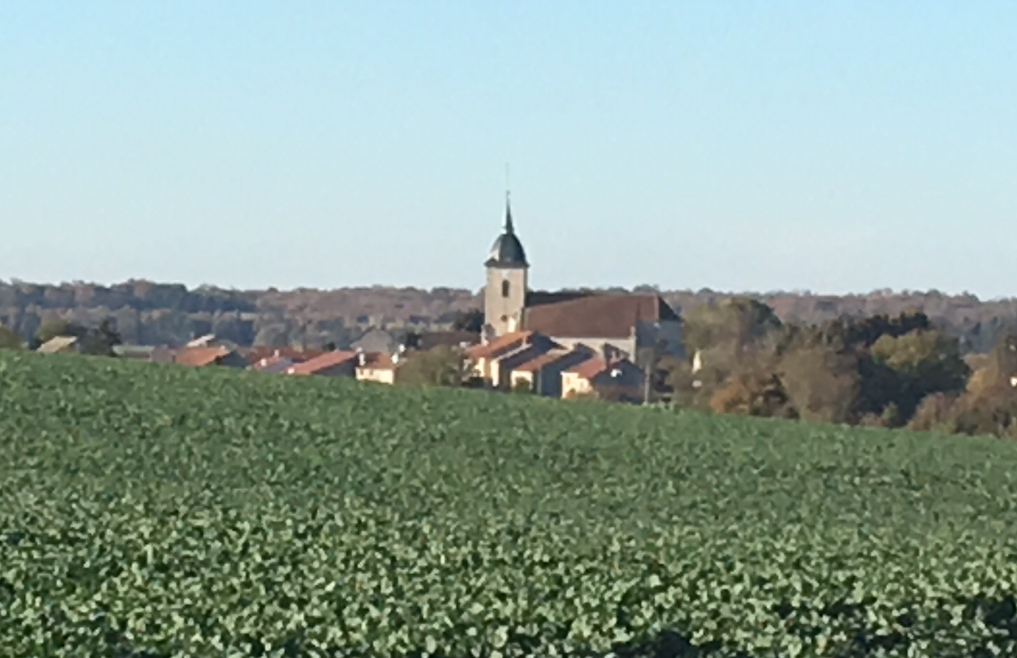
Le village vu depuis le sud
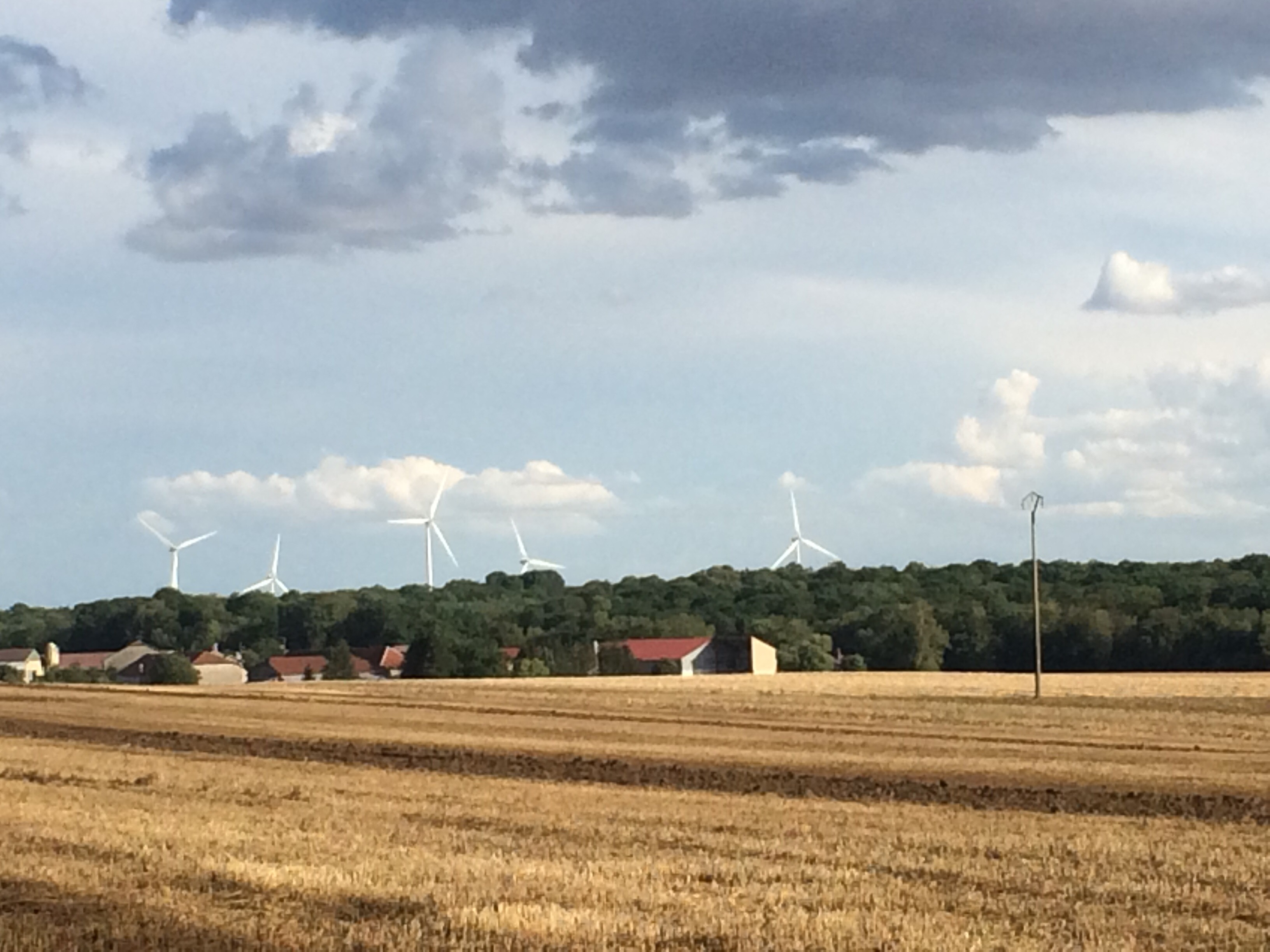
Le hameau de la Ferme d'Audeuil vu depuis le nord
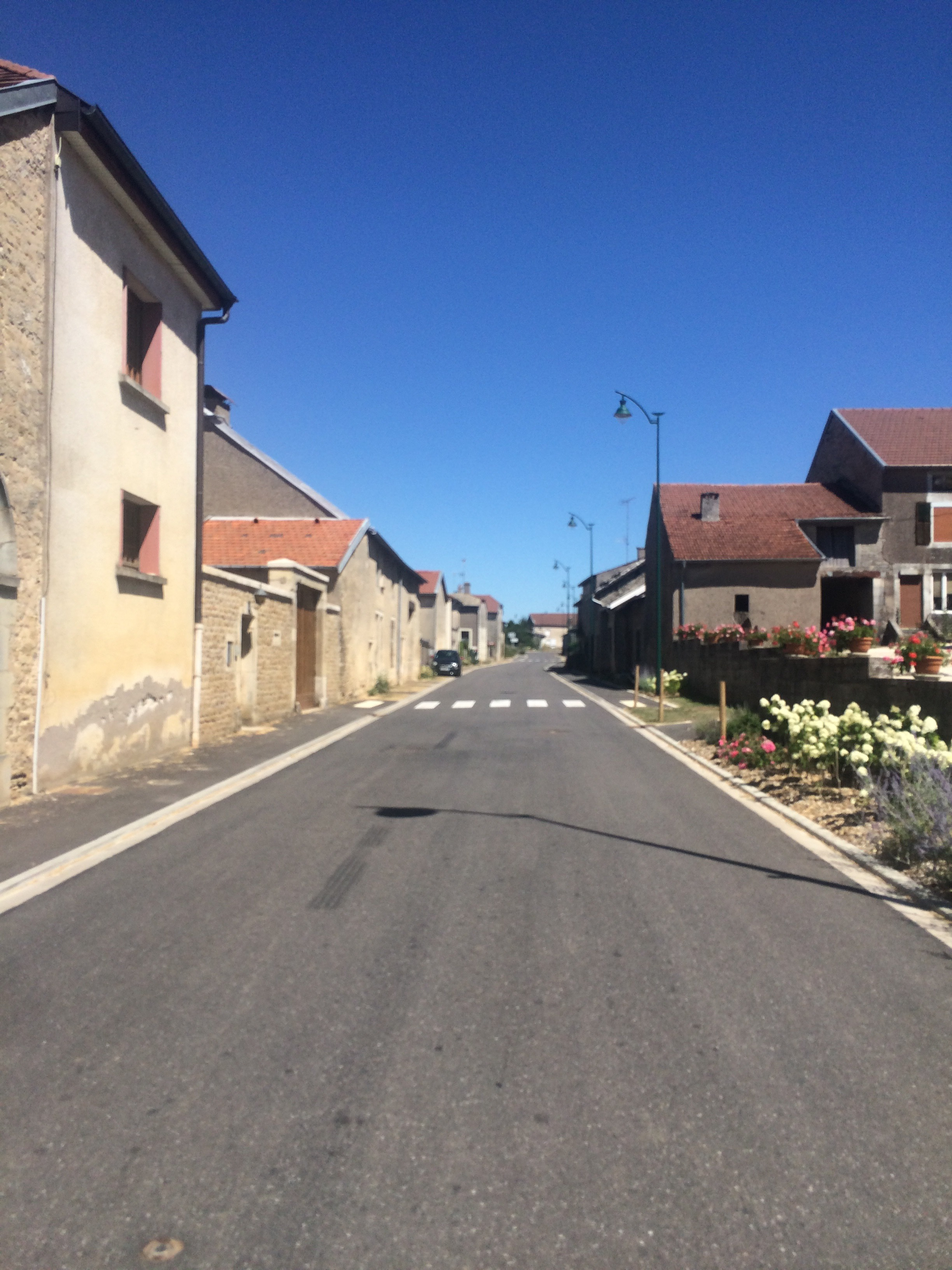
La Grande Rue en direction de l'est

## Pour approfondir